# Álvaro Longoria
Álvaro Fernández-Longoria Alcántara (Santander, Cantabria, 1968), conocido como Álvaro Longoria, es un director, productor de cine y actor ocasional español. Fundador de Morena Films, es principalmente conocido por producir películas de la talla de Campeones (2018), dirigida por Javier Fesser; Che, el argentino (2008), de Steven Soderbergh y con Benicio del Toro como actor principal; Habitación en Roma (2010), de Julio Medem; y La zona (2007), de Rodrigo Plá. 
Igualmente su fama le viene por producir algunos documentales como Comandante de Oliver Stone e Hijos de las Nubes, la última colonia (documental que ilustra el conflicto saharaui), dirigido por el propio Álvaro, ganador del Premio Goya a la mejor película documental en 2013, y protagonizada por Javier Bardem.
El 30 de octubre de 2015, estrenó en cines su segundo documental como director The Propaganda Game, donde se desvela la realidad social de Corea del Norte y las fuertes restricciones del gobierno de Kim Jong Un. La cinta se presentó en la sección Zabaltegi del Festival Internacional de Cine de San Sebastián, entre otros, y fue nominada a los Premios Goya 2016. Fue uno de los productores de la película Campeones, premiada con 3 Goyas, entre ellos el de mejor película, en 2019.
El documental Dos Cataluñas, dirigido por Álvaro Longoria junto a Gerardo Olivares y producido por Netflix, fue galardonado con el premio Cinema for Peace (2019). El equipo de la película decidió devolver el premio cuando se enteró de que este iba a ser entregado por Carles Puigdemont, el presidente de la Generalitat fugado en Bruselas.
El 10 de abril de 2020, se estrenó en varias plataformas online debido a la alerta sanitaria del Covid-19 su documental Santuario, historia de una campaña para conseguir crear el mayor Santuario marino de la tierra en el Océano Antártico, protagonizado por Javier Bardem y Carlos Bardem. La película recibió recientemente el premio Honorary Green Oscar otorgado por la Fundación Cinema por la Paz.
Es miembro de la academia de Hollywood (Academy of Motion Pictures Arts and Sciences)

## Biografía
Nacido en 1968, Álvaro Longoria se graduó "cum laude" en 1990 por la Universidad de Boston y en 1995 obtuvo un master en el Stern School of Business de la Universidad de Nueva York. En 1999 fue uno de los fundadores de la productora Morena Films, dedicada a la producción de largometrajes, documentales y ficción para televisión. 
En 2012, Álvaro se estrenó como director con Hijos de las nubes, la última colonia, un documental sobre la situación del pueblo saharaui, coproducido por Javier Bardem.

## Filmografía

### Como director
- Santuario (documental, 2020)
- Ni distintos ni diferentes: Campeones (documental, 2018)
- Dos Cataluñas (documental, 2018), junto a Gerardo Olivares.
- The Propaganda Game (documental, 2015).
- Hijos de las nubes. La última colonia (documental, 2012)

### Como productor

#### Películas
- Puntos suspensivos (2024), de David Marqués.
- En los márgenes (2022), de Juan Diego Botto.
- Campeones (2018), de Javier Fesser.
- Todos lo saben (2018), de Asghar Farhadi.
- Altamira (2016), de Hugh Hudson.
- Ma ma (2015), de Julio Medem.
- Alacrán enamorado (2013), dirigida por Santiago Zannou.
- 7 días en La Habana (2012), dirigida por Benicio del Toro, Pablo Trapero, Elia Suleiman, Julio Medem, Gaspar Noe, Juan Carlos Tabío y Laurent Cantet).
- Astérix & Obélix, al Servicio de su Majestad (2012), dirigida por Alain Chabat.
- El monje (2011), de Dominik Moll.
- Habitación en Roma (2010), de Julio Medem.
- Che: El Argentino (2008) de Steven Soderbergh.
- Che: Guerrilla (2008), de Steven Soderbergh.
- La Zona (2007), de Rodrigo Plá.
- El carnaval de Sodoma (2006), de Arturo Ripstein.

#### Documentales
- Santuario (2019), dirigido por Álvaro Longoria.
- Dos Cataluñas (2018), dirigido por Álvaro Longoria y Gerardo Olivares.
- Ni distintos, ni diferentes, Campeones (2018), dirigido por Álvaro Longoria.
- The Propaganda Game (2015), dirigido por Álvaro Longoria.
- Hijos de las nubes, la última colonia (2012), dirigido por Álvaro Longoria.
- Últimos Testigos (2009), dirigido por José Luis López-Linares y Manuel Martín Cuenca.
- Iberia (2005), de Carlos Saura.
- Looking for Fidel (2004), de Oliver Stone.
- Comandante (2003), de Oliver Stone.
- Caballé, más allá de la música (2003), de Antonio A. Farré.
- Persona non Grata (2002), de Oliver Stone.
- Cuatro Puntos cardinales (2002), de Manuel Martín Cuenca, José Manuel Campos, Pilar García Elegido y Natalia Díaz.
- Portman, a la sombra de Roberto (2001), dirigido por Miguel Martí.

## Premios
- Hijos de las nubes. La última colonia, ganador del Premio Goya a la mejor película documental en 2013.
- Premio Rayo Verde (2024).[12]